# Carl Leonard Kinmanson
Carl Leonard Kinmanson, född 18 juni 1811 i Linköping, död 28 november 1871 i Klara församling, Stockholm, var kammarrättsråd och riksdagspolitiker.
Kinmanson var ledamot av riksdagens andra kammare. Han testamenterade medel till C.L. Kinmansons fond, förvaltad av Konstakademien, som utdelar stipendier till "lovande och skickliga målare och bildhuggare".